# Estratia
Estratia (en griego Στρατίη; pronunciación moderna Stratíi) fue una ciudad de Arcadia.
Fue una ciudad homérica y lo único que se conoce de ella es lo que Homero refiere en el II canto de la Ilíada. Según dice, participó en la Guerra de Troya con el resto de los arcadios bajo el mando de Agapénor.
La localización exacta de la antigua ciudad es desconocida, aunque se ha propuesto que estaría situada en la actual Stavri, en la cuenca media del río Ladón.